# Trimma imaii
Trimma imaii är en fiskart som beskrevs av Suzuki och Hiroshi Senou 2009. Trimma imaii ingår i släktet Trimma och familjen smörbultsfiskar. Inga underarter finns listade i Catalogue of Life.